# الهروب من السجن (الموسم 5)
الموسم الخامس من بريزون بريك (بالإنجليزية: The fifth season of Prison Break)‏ هو مسلسل قصير وتكملة للمسلسل الأصلي الذي أنشأه بول شويرينغ وبث على فوكس في الفترة من 2005 إلى 2009. تم إنتاج هذا الموسم من قبل تلفزيون فوكس للقرن ال20 بالتعاون مع أدلستين-باروس للإنتاج والفيلم الأصلي. تم عرض هذا الموسم لأول مرة في 4 أبريل 2017، واختتم في 30 مايو 2017، ويتكون من 9 حلقات.
الممثلين وينتوورث ميلر ودومينيك بورسيل يؤديان كل منهما الدور نفسه للشخصيتين مايكل سكوفيلد ولينكولن بوروز، ويعود كل من الممثلين سارة وين كوليز، وأموري نولاسكو، وبول أدلستين، وروبرت نبر، وروكموند دنبار. بالإضافة إلى الممثلين الجدد وهم مارك فيورستين، وإنبار لافي، وأوغسطس بريو، ومارينا بينيديكت، وريك يون، وستيف موزاكيس. بدأ إنتاج هذا الموسم في أبريل 2016، وتم تصويره في مدينة فانكوفر الكندية وعدة مدن مغربية هي الرباط، والدار البيضاء، وورزازات.

## القصة
بعد مرور سبع سنوات على خبر وفاة مايكل سكوفيلد المزيف، يظهر مايكل من جديد في سجن أوجيجيا - سيئ السمعة - في صنعاء، تحت اسم «كانيل أوتيس»، على أنه إرهابي داعم لتنظيم داعش. مع اجتياح الحرب لليمن، اثنين من أصدقاء مايكل القدامى وشقيقه لينكولن بوروز، وزميله الفار من سجن فوكس ريفر -بنجامين "سي-نوت" فرانكلين- يخاطرون بحياتهم من خلال سفرهم إلى اليمن لإعادة مايكل إلى الوطن. في الولايات المتحدة، تتزوج سارة -زوجة مايكل- من عميل سري يعرف باسم «بوسيدون»، المسؤول عن اختفاء مايكل وتزوير خبر وفاته.

## الشخصيات

### شخصيات رئيسية
- «مايكل سكوفيلد / كانيل أوتيس» أداء وينتوورث ميلر
- «لينكون بوروز» أداء دومينيك بورسيل
- «سارة تانكريدي-سكوفيلد» أداء سارة وين كوليز
- «بول كيليرمان» أداء بول أدلستين
- «بنجامين ميليز "سي-نوت" فرانكلين» أداء روكموند دنبار
- «ثيودور "تي-باغ" باغوال» أداء روبرت نبر
- «فرناندو سوكري» أداء أموري نولاسكو
- «جاكوب أنطون نيس / بوسيدون» أداء مارك فيورستين
- «شيبا» أداء إنبار لافي
- «ديفيد «السوط» مارتن» أداء أوغستس بريو

### شخصيات ثانوية
- «جا» أداء ريك يون
- «إميلي «إي-دبليو» بليك» أداء مارينا بينيديكت
- «فان كوخ» أداء ستيف موزاكيس
- «سيكلوبس» أداء أمين الجمل
- «سيد» أداء كونال شارما
- «أبو رمال» أداء نعمان أكار
- «العميل كشيدا» أداء كورتيس لوم
- «هيثر» أداء كريستال بالينت
- «محمد التونسي» أداء وليد زعيتر
- «كروس» أداء تي جي راميني
- «عمر» أداء أكين غازي
- «مايك سكوفيلد» أداء كريستيان مايكل كوبر

## وصلات خارجية
- الموقع الرسمي